# Andrej Vysjinskij
Andrej Januarjevitsj Vysjinskij (russisk: Андре́й Януа́рьевич Выши́нский, tr. Andrej Januarjevitj Vysjínskij; født 10. december (28. novemberjk) 1883 i Odessa, Det russiske kejserrige, død 22. november 1954 i USA) var en sovjetisk kommunist, jurist, diplomat og politiker.
Andrej kom fra en katolsk polsk familie, meldte sig i 1902 ind i det russiske socialdemokrati, han tog aktiv del i Den Russiske Revolution 1905, for hvilken rolle han blev dømt og fængslet i Bailov fængslet, hvor han første gang mødte Stalin, han meldte sig senere i 1920 ind i det kommunistiske parti.
Mellem 1935 til 1939 var han øverste anklager i Sovjetunionen, og spillede en stor rolle under Moskvaprocesserne 1936-38. I 1939 blev han Næstformand for folkekommissærernes råd og udnævntes i maj 1940 til stedfortræder for folkekommissæren i Udenrigsministeriet (~ viceudenrigsminister), som sådan deltog han i mødet om den "Anglo-Soviet Agreement" den 12. juli 1941, der markerede indledningen af samarbejdet mellem de allierede. I 1943 deltog han i Moskva konferencen, og i 1945 var Vysjinskij del af den russiske repræsentation på Jalta-konferencen (4. - 11. feb. 1945) og senere i Potsdamkonferencen (17. juli - 2. august 1945). Senere, den 4. marts 1949, blev Vysjinskij uderigsminister, Men blev fjernet fra posten 5. marts 1953, samme dag som Stalin døde, og blev erstattet med Molotov.
Han døde i 1954 i New York og blev begravet i Kremlmurens nekropolis ved den Den Røde Plads.